# Boguchwały (gmina)
Boguchwały – dawna gmina wiejska istniejąca w latach 1946–1954 w woj. olsztyńskim (dzisiejsze woj. warmińsko-mazurskie). Siedzibą władz gminy były Boguchwały (niem. Reichau).
Gmina Boguchwały powstała 4 maja 1946 w powiecie morąskim na obszarze okręgu mazurskiego, na terenie tzw. Ziem Odzyskanych. Nie była ona zatem jedną z pierwszych siedmiu gmin utworzonych 30 października 1945 w powiecie morąskim, lecz została wyodrębniona później, ponieważ dotychczasowe gminy były obszarowo zbyt wielkie (ponad 10,000 ha). 28 czerwca 1946 gmina weszła w skład nowo utworzonego woj. olsztyńskiego.
Według stanu z 1 lipca 1952 roku gmina była podzielona na 9 gromad: Boguchwały, Brzydowo, Kalisty, Pojezierze, Roje, Tątławki, Trokajny, Wilnowo i Włodowo.
Gmina została zniesiona 29 września 1954 wraz z reformą wprowadzającą gromady w miejsce gmin. Jednostki nie przywrócono 1 stycznia 1973 po reaktywowaniu gmin.
Zobacz też: gmina Boguchwała